# The One That Got Away
«The One That Got Away» — песня в стиле поп-рок, исполненная американской певицей и автором Кэти Перри. Перри также выступила в роли автора песни. Релиз сингла состоялся 11 октября 2011 года, видеоклип вышел 11 ноября. Также в поддержку сингла была выпущена альтернативная версия песни с участием рэпера B.o.B.
Сингл занял третье место в чарте Billboard Hot 100, став шестым синглом с Teenage Dream, вошедшим в лучшую десятку чарта.

## Отзывы критиков
Керри Мейсон из Billboard описала песню как «восхитительную», отметив, что она имеет больше складов, чем что-либо в предыдущем альбоме певицы One of the Boys. Китти Эмпайр из The Guardian похвалила сотрудничество, заявив, что Перри и Люк были наиболее трогательными в песне. Лия Гриблатт из Entertainment Weekly не была удовлетворена выбором песни в качестве шестого сингла, отметив, что есть лучшие песни на этой пластинке. Роберт Копси из DigitalSpy поставил песне 4 звезды из 5.

## Выступление в чартах
«The One That Got Away» дебютировала в Billboard Hot 100 с 94 позиции Песня дебютировала в Новой Зеландии с 40 позиции и достигла пика на 23 позиции. Сингл достиг 4 строчки в Billboard Hot 100, став 6 синглом с альбома, вошедшим в топ-10 чарта. «The One That Got Away» стала седьмым #1 в чарте Hot Dance Club Songs, а Teenage Dream стал первым альбомом, чьи 7 песен достигли первой строчки в данном чарте.
«The One That Got Away» получил 2 платину в США. Значит, что его продажи в этой стране превышают 2 млн копий.
Песня дебютировала с 22 строчки в Великобритании, с 20 позиции в Новой Зеландии.
«The One That Got Away» дебютировала в американском чарте Billboard Hot 100 с 94 позиции, датированным 16 октября 2011 года. В отличие от предыдущих синглов Перри, песня поднималась умеренно в хит-парадах из-за невысокого уровня цифровых загрузок. На шестой неделе пребывания в рейтинге, песня поднялась в топ-десятку чарта, сделав Teenage Dream одним из семи альбомов, обладающих шестью песнями в десятке Hot 100.

## Видеоклип
В клипе показаны воспоминания старой женщины. Она вспоминает о своем первом молодом человеке, о моментах счастья рядом с ним. Позже они ссорятся, он уезжает и попадает в автомобильную аварию, с летальным исходом.

## Ремикс с B.o.B
Как только «The One That Got Away» вошла в топ-5 Billboard Hot 100, Capitol заявил, что будет выпущена альтернативная версия сингла. Гостевым исполнителем стал американский рэпер B.o.B. 15 декабря песня была отправлена на радиостанции США, 20 декабря она появилась в музыкальном магазине iTunes. Billboard поддержал создание ремикса.

## Живое исполнение
«The One That Got Away» была включена в сет-лист тура Перри California Dreams Tour. 16 октября Перри исполнила её на британской версии The X-Factor. 11 ноября Перри появилась на шоу Эллен Дедженерес, где представила клип на эту песню. Её выступление на American Music Awards 20 ноября было встречено бурными овациями зрителей. Также именно тогда она получила специальную награду.

## Музыкальное видео
Клип был снят Флорией Сигизмонди, с которой Перри сотрудничала с работой E.T.. Впервые часть клипа была показана на шоу Эллен Дедженерес 11 ноября, далее на официальном канале в VEVO. Парня Кэти сыграл известный мексиканский актёр Диего Луна.

## Список композиций
| - Цифровая дистрибуция 1. «The One That Got Away» — 3:47 - Promo — CD single 1. «The One That Got Away» — 3:49 2. «The One That Got Away» (Instrumental) — 3:49 - Digital remix single 1. «The One That Got Away» (featuring B.o.B) — 4:22 - Digital acoustic single 1. «The One That Got Away» (Acoustic version) — 4:18 | - Digital remix EP 1. «The One That Got Away» (7th Heaven Club Mix) — 8:03 2. «The One That Got Away» (7th Heaven Dub Mix) — 6:04 3. «The One That Got Away» (7th Heaven Mixshow Edit) — 5:51 4. «The One That Got Away» (7th Heaven Radio Mix) — 4:27 5. «The One That Got Away» (JRMX Club Mix) — 8:12 6. «The One That Got Away» (JRMX Mixshow Edit) — 6:31 7. «The One That Got Away» (JRMX Radio Edit) — 4:19 8. «The One That Got Away» (Mixin Marc & Tony Svejda Peak Hour Club Mix) — 5:44 9. «The One That Got Away» (Mixin Marc & Tony Svejda Mixshow Edit) — 4:43 10. «The One That Got Away» (Mixin Marc & Tony Svejda Radio Edit) — 3:53 11. «The One That Got Away» (Jon Dixon Radio Edit) — 3:45 |

## Участники записи
- Авторы — Кэти Перри, Dr. Luke, Max Martin
- Продюсеры — Dr. Luke, Max Martin
- Вокал — Кэти Перри

## Чарты и сертификации
| Чарт (2011–12)                                   | Высшая позиция |
| ------------------------------------------------ | -------------- |
| Австралия (ARIA)                                 | 27             |
| Австрия (Ö3 Austria Top 40)                      | 19             |
| Бельгия/Фландрия (Ultratop 50)                   | 33             |
| Бельгия/Валлония (Ultratop 50)                   | 44             |
| Бразилия (Billboard Brasil Hot 100)              | 27             |
| Бразилия Hot Pop Songs                           | 10             |
| Канада (Billboard Canadian Hot 100)              | 2              |
| СНГ (Tophit)                                     | 32             |
| Чехия (Rádio Top 100)                            | 47             |
| Франция (SNEP)                                   | 30             |
| Германия (GfK)                                   | 34             |
| Венгрия (Rádiós Top 40)                          | 3              |
| Ирландия (IRMA)                                  | 13             |
| Италия (FIMI)                                    | 39             |
| Япония (Japan Hot 100)                           | 62             |
| Мексика (Billboard)                              | 23             |
| Нидерланды (Dutch Top 40)                        | 21             |
| Нидерланды (Single Top 100)                      | 66             |
| Новая Зеландия (Recorded Music NZ)               | 12             |
| Румыния (Romanian Top 100)                       | 75             |
| Россия (Tophit)                                  | 42             |
| Шотландия (Scottish Singles Chart)               | 17             |
| Словакия (Rádio Top 100)                         | 7              |
| Южная Корея (Gaon)                               | 2              |
| Испания (PROMUSICAE)                             | 42             |
| Швейцария (Schweizer Hitparade)                  | 33             |
| Турция (Number One Top 20)                       | 17             |
| Великобритания (UK Singles Chart)                | 18             |
| Украина (Tophit)                                 | 18             |
| США (Billboard Hot 100)                          | 3              |
| США (Billboard Adult Contemporary)               | 5              |
| США (Billboard Adult Top 40)                     | 1              |
| США Bubbling Under R&B/Hip-Hop Songs (Billboard) | 7              |
| США (Billboard Dance Club Songs)                 | 1              |
| США (Billboard Dance/Mix Show Airplay)           | 2              |
| США (Billboard Dance Singles Sales)              | 2              |
| США (Billboard Latin Airplay)                    | 36             |
| США (Billboard Mainstream Top 40)                | 1              |
| США (Billboard Rhythmic)                         | 19             |
| Венесуэла (Record Report)                        | 5              |

| Чарт (2012)                              | позиция |
| ---------------------------------------- | ------- |
| Канада (Canadian Hot 100)                | 20      |
| Франция (SNEP)                           | 154     |
| Венгрия (Rádiós Top 40)                  | 56      |
| Великобритания (Official Charts Company) | 123     |
| Украина (Tophit)                         | 55      |
| США Billboard Hot 100                    | 41      |
| США (Billboard Adult Contemporary)       | 10      |
| США (Billboard Adult Top 40)             | 15      |
| США (Billboard Dance Club Songs)         | 21      |
| США (Billboard Dance/Mix Show Airplay)   | 24      |
| США (Billboard Mainstream Top 40)        | 14      |
| США (Billboard Radio Songs)              | 20      |

### Сертификации
| Регион | Сертификация  | Продажи   |
| --- | ------------- | --------- |
| Австралия (ARIA) | 2× Платиновый | 140 000^  |
| Канада (Music Canada) | 2× Платиновый | 160 000*  |
| Дания (IFPI Danmark) | Золотой       | 45 000    |
| Италия (FIMI) | Золотой       | 10 000*   |
| Мексика (AMPROFON) | Золотой       | 30 000*   |
| Новая Зеландия (RMNZ) | Золотой       | 7500*     |
| Республика Корея | —             | 285,939   |
| Великобритания (BPI) | Платиновый    | 325,000   |
| США (RIAA) | 5× Платиновый | 5 000 000 |
| * Данные о продажах приведены только на основе сертификации. · ^ Данные о тиражах приведены только на основе сертификации. · Данные о продажах + прослушиваниях приведены только на основе сертификации. |               |           |

## История релиза
| Регион  | Дата             | Формат(ы)                                                                             | Версия         | Лейбл(ы)    | Ист.   |
| ------- | ---------------- | ------------------------------------------------------------------------------------- | -------------- | ----------- | ------ |
| Франция | 30 сентября 2011 | Радио                                                                                 | Оригинал       | Universal   | [ 66 ] |
| США     | 11 октября 2011  | Радио Contemporary hit Радио rhythmic contemporary                                    | Оригинал       | Capitol     | [ 67 ] |
| Италия  | 28 октября 2011  | Радио                                                                                 | Оригинал       | EMI Polydor | [ 68 ] |
| США     | 31 октября 2011  | Радио Adult contemporary Радио hot adult contemporary Радио modern adult contemporary | Оригинал       | Capitol     | [ 69 ] |
| Мир     | 2 декабря 2011   | Цифровая дистрибуция                                                                  | Ремиксы        | Capitol     | [ 70 ] |
| США     | 15 декабря 2011  | Радио Contemporary hit Радио rhythmic contemporary                                    | Ремикс с B.o.B | Capitol     | [ 71 ] |
| Мир     | 20 декабря 2011  | Цифровая дистрибуция                                                                  | Ремикс с B.o.B | Capitol     | [ 72 ] |
| Мир     | 16 января 2012   | Цифровая дистрибуция                                                                  | Акустика       | Capitol     | [ 73 ] |